# Allepuz (kommunhuvudort)
Allepuz är en kommunhuvudort i Spanien.   Den ligger i provinsen Provincia de Teruel och regionen Aragonien, i den östra delen av landet, 250 km öster om huvudstaden Madrid. Allepuz ligger 1 472 meter över havet och antalet invånare är 151.
Terrängen runt Allepuz är huvudsakligen kuperad, men åt nordväst är den platt.  Trakten runt Allepuz är nära nog obefolkad, med mindre än två invånare per kvadratkilometer. Närmaste större samhälle är Cedrillas, 12,4 km sydväst om Allepuz. 